# Aglaosoma gemina
Aglaosoma gemina är en fjärilsart som beskrevs av M.Gaede 1928. Aglaosoma gemina ingår i släktet Aglaosoma och familjen tandspinnare. Inga underarter finns listade i Catalogue of Life.